# محاسبات نامتعارف
هرگونه شیوه محاسباتی (یا گفتمان محاسباتی) که مبتنی بر مدل رایانشی، سکوی پردازشی یا ماشینی به غیر از مدلها، سکوها و ماشین های متعارف باشد. 
از جمله مثالهای آن می توان به رایانش مبتنی بر شبکه های عصبی، محاسبات کوانتومی، محاسبات اتوماتای سلولی، محاسبات فوتونی، محاسبات میکروفلوئیدیک، محاسبات با DNA، محاسبات با مولکولها، محاسبات نوری و فوتونیکز، محاسبات ازدحامی، محاسبات فازی، محاسبات با کلمات، محاسبات شناختی و دیگر موارد اشاره کرد.
مشخصاً در خلال قرن بیستم، نوعی از ماشین های محاسباتی مرسوم یا متعارف گشت که مبتنی بر سخت افزارهای پردازش ترتیبی و گیت های منطقی و مدل‏های رایانشی مبتنی بر مفهوم ماشین حالات، ماشین تورینگ و معادل ها یا مشابه های آنها بود. بارزترین نمود این گفتمان محاسباتی متعارف را می توان در معماری سخت افزاری کامپیوترهای شخصی (IBM PC) و مدل رایانشی ماشین تورینگ مشاهده نمود.